# Rapport sur la conduite du professeur Ishinaka
Pour plus de détails, voir Fiche technique et Distribution.
Rapport sur la conduite du professeur Ishinaka (石中先生行状記, Ishinaka sensei gyōjōki) est un film japonais réalisé par Mikio Naruse, sorti en 1950, d'après des histoires de Yōjirō Ishizaka.

## Fiche technique
- Titre original : 石中先生行状記 (Ishinaka sensei gyōjōki?)
- Titre français : Rapport sur la conduite du professeur Ishinaka
- Réalisation : Mikio Naruse
- Scénario : Ryūichirō Yagi (ja) d'après un livre de Yōjirō Ishizaka
- Photographie : Hiroshi Suzuki (ja)
- Décors : Satoru Chūko (ja)
- Montage : Shin Nagata
- Musique : Tadashi Hattori
- Producteur : Sanezumi Fujimoto
- Sociétés de production : Shintōhō et Fujimoto Productions
- Société de distribution : Tōhō
- Pays de production : Japon
- Langue originale : japonais
- Format : noir et blanc - 1,37:1 - son mono
- Genre : comédie
- Durée : 96 minutes[2]
- Date de sortie :
  - Japon : 22 janvier 1950[2]

## Distribution
- Jūzō Miyata : Professeur Ishinaka
- Atsushi Watanabe : Kin'ichirō Nakamura

### Épisode 1
- Yūji Hori (ja) : Yuzō Kawai
- Eitarō Shindō : Yamazaki
- Mayuri Mokushō (ja) (créditée sous le nom de Kumiko Mokushō) : Moyoko, la fille de Yamazaki

### Épisode 2
- Kamatari Fujiwara : Takezo Yamada
- Yaeko Izumo : Tomoko, la femme de Yamada
- Yōko Sugi : Mariko, la fille de Yamada
- Zekō Nakamura (ja) : Kamekichi Kihara
- Ryō Ikebe : Shuichi, le fils de Kihara

### Épisode 3
- Toshirō Mifune : Teisaku Nagasawa
- Yōyō Kojima (ja) : le père de Teisaku
- Chōko Iida : la mère de Teisaku
- Shirō Mizutani : le jeune frère de Teisaku
- Setsuko Wakayama (ja) : Yoshiko Kimura
- Chieko Nakakita : Katsuko, la sœur de Yoshiko
- Kan Yanagiya (ja) : Seijirō, le mari de Katsuko
- Haruo Tanaka : Aikawa
- Yōnosuke Toba (ja) : policier